# Saint-Barthélemy VD
| VD ist das Kürzel für den Kanton Waadt in der Schweiz. Es wird verwendet, um Verwechslungen mit anderen Einträgen des Namens Saint-Barthélemy zu vermeiden. |

Saint-Barthélemy ist eine politische Gemeinde im Distrikt Gros-de-Vaud des Kantons Waadt in der Schweiz. Während des Mittelalters hiess die Gemeinde Goumoens-le-Châtel. 1870 wurde der bis dahin offizielle Gemeindename Brétigny-Saint-Barthélemy auf den heutigen verkürzt.

## Geographie
Saint-Barthélemy liegt auf 593 m ü. M., 3 km westlich von Echallens und 13 km nördlich der Kantonshauptstadt Lausanne (Luftlinie). Das Dorf erstreckt sich in der Niederung des Talent, im zentralen Teil des Gros de Vaud, im Waadtländer Mittelland.

Luftbild (1964)

Die Fläche des 4,1 km² grossen Gemeindegebiets umfasst einen Abschnitt des leicht gewellten Hochplateaus des Gros de Vaud, der Kornkammer des Kantons Waadt. Das Gebiet wird von Osten nach Westen vom Talent in zahlreichen Windungen durchflossen. Der Fluss hat eine breite Niederung geschaffen und tieft sich unterhalb von Saint-Barthélemy allmählich in die Molasseschichten des Plateaus ein. Im Südosten reicht der Gemeindeboden in die Niederung der Mortigue, eines linken Seitenbachs des Talent, und im Nordosten in das Waldgebiet Bois du Mont. Das Plateau weist im Bereich von Saint-Barthélemy nur sehr geringe Reliefunterschiede auf und liegt durchschnittlich auf einer Höhe von 590 m ü. M. Der höchste Punkt wird mit 613 m ü. M. auf dem Schlosshügel erreicht. Von der Gemeindefläche entfielen 1997 7 % auf Siedlungen, 12 % auf Wald und Gehölze und 81 % auf Landwirtschaft.
Zu Saint-Barthélemy gehören der Weiler Bretigny (596 m ü. M.) auf der südlichen Seite des Talent und einige Einzelhöfe. Nachbargemeinden von Saint-Barthélemy sind im Osten Echallens, im Südosten Assens, im Südwesten Bettens, im Westen Oulens-sous-Echallens und im Norden Goumoëns.

## Bevölkerung
Mit 829 Einwohnern (Stand 31. Dezember 2023) gehört Saint-Barthélemy zu den kleineren Gemeinden des Kantons Waadt. Von den Bewohnern sind 94,3 % französischsprachig, 3,5 % deutschsprachig und 1,0 % italienischsprachig (Stand 2000). Die Bevölkerungszahl von Saint-Barthélemy belief sich 1900 auf 262 Einwohner. Seit 1980 (344 Einwohner) wurde eine deutliche Bevölkerungszunahme mit fast einer Verdoppelung der Einwohnerzahl innerhalb von 20 Jahren verzeichnet.

## Wirtschaft
Saint-Barthélemy war bis in die zweite Hälfte des 20. Jahrhunderts ein vorwiegend durch die Landwirtschaft geprägtes Dorf. Noch heute haben der Ackerbau und der Obstbau eine gewisse Bedeutung in der Erwerbsstruktur der Bevölkerung. Weitere Arbeitsplätze gibt es im lokalen Kleingewerbe und vor allem im Dienstleistungssektor. Die meisten Arbeitsplätze bietet das im Schloss untergebrachte heilpädagogische Zentrum. In den letzten Jahrzehnten hat sich das Dorf zu einer Wohngemeinde entwickelt. Viele Erwerbstätige sind deshalb Wegpendler, die hauptsächlich in Echallens und im Grossraum Lausanne arbeiten.

## Verkehr
Die Gemeinde ist verkehrstechnisch gut erschlossen, obwohl sie abseits grösserer Durchgangsstrassen an einer Verbindungsstrasse von Echallens nach Bettens liegt. Der Autobahnanschluss La Sarraz an der 1981 eröffneten A1 (Lausanne-Yverdon) ist rund 5 km vom Ortskern entfernt. Durch einen Postautokurs, der von Echallens nach Chavornay verkehrt, ist Saint-Barthélemy an das Netz des öffentlichen Verkehrs angebunden.

## Geschichte
Die erste urkundliche Erwähnung des Ortes erfolgte 1097 unter dem Namen castrum Gomoens; 1228 erschien die Bezeichnung Gumuens li Chastez. Seit 1265 ist auch der heutige Name, dessen Ursprung auf die Kapelle zurückgeht, als capellam sancti Bartholomei überliefert. Während langer Zeit im 19. Jahrhundert hiess der Ort Saint-Barthélemy-Bretigny.
Saint-Barthélemy gehörte im Mittelalter zur Herrschaft Goumoens der gleichnamigen Adelsfamilie, die bereits im 11. Jahrhundert erwähnt ist. Diese Familie liess noch vor 1100 auf dem Hügel westlich des Dorfes ein Schloss erbauen und nannte es Goumoens-le-Châtel. Um das Schloss entwickelte sich allmählich eine kleine Siedlung. Im Lauf des 13. Jahrhunderts wurde das nicht zusammenhängende Herrschaftsgebiet in drei Teile aufgespalten. Goumoens-le-Châtel bildete fortan neben Goumoens-la-Ville und Goumoens-le-Jux eine eigene Herrschaft. Nach dem Aussterben der Adelsfamilie zu Beginn des 15. Jahrhunderts gab es zahlreiche Besitzerwechsel. Die Siedlung hatte damals den Namen Goumoens-Saint-Barthélemy angenommen und hiess seit etwa 1500 nur noch Saint-Barthélemy.
Im Zusammenhang mit den Burgunderkriegen zerstörten die Eidgenossen das Schloss. 1476 kam Saint-Barthélemy an die Vogtei Orbe-Echallens, die unter der gemeinen Herrschaft von Bern und Freiburg stand. Nach dem Zusammenbruch des Ancien Régime gehörte das Dorf von 1798 bis 1803 während der Helvetik zum Kanton Léman, der anschliessend mit der Inkraftsetzung der Mediationsverfassung im Kanton Waadt aufging. 1798 wurde es dem Bezirk Echallens zugeteilt.

## Sehenswürdigkeiten
Das erste Gotteshaus auf dem Gemeindegebiet war die Sankt-Bartholomäus-Kapelle aus dem 13. Jahrhundert, die dem Kloster Romainmôtier unterstand. 1537 wurde die heutige Kirche an der Stelle der ehemaligen Kapelle errichtet. Sie wurde lange Zeit sowohl von den Katholiken als auch von den Protestanten benutzt. Die neue katholische Kirche in Ortsteil Bretigny wurde 1801 erbaut und 1863 umgestaltet.
Das Schloss geht im Kern auf das 12. Jahrhundert zurück, erfuhr aber im Lauf der Zeit zahlreiche Änderungen und Umgestaltungen und wurde 1475 von den Eidgenossen, 1802 während des Aufstandes der Bourla-Papeys in Mitleidenschaft gezogen. Im Jahr 1877 fand eine umfassende Restaurierung statt. In den massiven Schlossbau sind ein quadratischer und ein polygonaler Turm integriert. Heute befindet sich im Schloss und in den umliegenden Gebäuden (2000 eröffnet) ein heilpädagogisches Zentrum.

## Persönlichkeiten
- Lucien Favre, Fußballtrainer (* 1957)
- Stanislas Wawrinka, Tennisspieler (* 1985)